# 庞雄飞
庞雄飞（1930年8月1日—2004年3月25日），男，廣東南海人，中国昆虫学分类專家，昆虫生态学家，中国科学院院士。

## 生平
庞雄飞1953年毕业于中山大学农学院，1955年至1959年间就留学苏联莫斯科季米里亚捷夫农学院研究院。历任华南农学院、华南农业大学昆虫学教研室、昆虫生态研究室、植物保护系、农业部昆虫生态、毒理重点开放实验室主任和华南农业大学副校长等职务。

## 学术研究
庞雄飞主编参编的書籍教材有《昆虫群落生态学》、《昆虫学通论》、《害虫生物防治》、《农业昆虫学》。他根据物种进化理论系统整理了瓢虫科昆虫近700种，发表了瓢虫新种近100个，建立了一个新亚科。庞雄飞同时对昆虫天敌赤眼蜂和缨小蜂颇有研究，发表的新种有12个。